# Juchnów
Juchnów – dawny majątek. Tereny na których leżał znajdują się obecnie na Białorusi, w obwodzie mińskim, w rejonie miadzielskim, w sielsowiecie Nowosiółki.
Dawniej używana nazwa – Juchnowo.

## Historia
W czasach zaborów w granicach Imperium Rosyjskiego.
W dwudziestoleciu międzywojennym majątek leżał w Polsce, w województwie wileńskim, w powiecie duniłowickim (od 1926 postawskim), w gminie Mańkowicze (od 1927 gmina Hruzdowo).
Według Powszechnego Spisu Ludności z 1921 roku zamieszkiwało tu 61 osób, 51 była wyznania rzymskokatolickiego a 3 prawosławnego. Jednocześnie 58 mieszkańców zadeklarowało polską przynależność narodową a 3 rosyjską. Były tu 3 budynki mieszkalne. W 1931 w 3 domach zamieszkiwało 40 osób.
Miejscowość należała do parafii rzymskokatolickiej i prawosławnej w Hruzdowie. Podlegała pod Sąd Grodzki w Postawach i Okręgowy w Wilnie; właściwy urząd pocztowy mieścił się w Hruzdowie.
W 1938 roku wieś należała do gromady Kubarki gminy Hruzdowo.